# Malawi i olympiska sommarspelen 1984
Malawi deltog i de olympiska sommarspelen 1984 med en trupp, men ingen av landets deltagare erövrade någon medalj.

## Cykling
Herrarnas linjelopp
- Dyton Chimwaza — fullföljde inte (→ ingen placering)
- Daniel Kaswanga — fullföljde inte (→ ingen placering)
- George Nayeja — fullföljde inte (→ ingen placering)
- Amadu Yusufo — fullföljde inte (→ ingen placering)

## Friidrott
Herrarnas 400 meter
- Agripa Mwausegha
  - Heat — 49,12 (→ gick inte vidare)

Herrarnas 5 000 meter
- George Mambosasa
  - Heat — 14:48,08 (→ gick inte vidare)

Herrarnas 10 000 meter
- Matthews Kambale
  - Kvalheat — 30:47,73 (→ gick inte vidare, 38:e plats av 41)

Herrarnas maraton
- George Mambosasa — 2:46:14 (→ 74:e plats)
- Matthews Kambale — fullföljde inte (→ ingen placering)